# Jack Hennigan
Jack Hennigan (Scranton, Pennsylvania, 2 september 1943 - Pelham Manor, New York, 1 november 2007) was een Amerikaans organist.

## Levensloop
Hennigan begon zijn muziekloopbaan met studies bij Juilliard School, waar hij een bachelorgraad behaalde, na orgelstudies bij Vernon de Tar. Hij ging verder orgel studeren in Keulen, Duitsland bij Michael Schneider en Gunther Ludwig. Terug in de Verenigde Staten behaalde hij een doctorsgraad in Yale, waar hij orgel studeerde onder de leiding van Charles Krigbaum en piano onder de leiding van Donald Currier. 
Hennigan behaalde de Tweede prijs in het internationaal orgelconcours in 1967 in Brugge, in het kader van het Festival Musica Antiqua. Hij won ook in een wedstrijd in Worcester, Massachusetts. 
Hij werd organist en koorleider in St. Matthews Church, Wilton, Connecticut, en in Church of Christ the Redeemer (Episcopal) in Pelham Manor, New York. Na deze ambten te hebben opgeheven, werd hij gedurende meer dan 30 jaar privéleraar orgel en piano. 
In The American Organist schreef hij een maandelijkse column, gewijd aan vingerzetting, coördinatie van de handen en faalangst bij uitvoeringen. Hij hield over deze thema's ook lezingen.
Hennigan had ook bekendheid gekregen als amateur kok en hij reisde graag naar Frankrijk om er bij te leren. Hij ging studeren aan de New York Restaurant School en deed vervolgens stage bij Roger Vergé in Mougins. In de jaren tachtig hield hij een gastronomische rubriek in The Pelham Sun.
Hij leefde met zijn partner, Dr. Martin Nash. Ze waren samen lid van de Briard Club of Amerika (bezitters van een Briard of Chien de Brie).